# 奧達伊 (希里亞葉韋區)
47°25′31″N 30°18′30″E / 47.42528°N 30.30833°E
奧達伊（烏克蘭語：Одаї）是位於烏克蘭西南部的村莊，由敖德萨州贝雷济夫卡区的希里亞耶韋市鎮負責管轄。該村始建於1865年，面積0.47平方公里，海拔高度97米，2001年人口100，人口密度每平方公里212.77人。